# Bisó gegant americà
El bisó gegant americà (Bison occidentalis) és una espècie extinta de bisó que vivia a Nord-amèrica durant el Plistocè. Probablement evolucionà a partir de Bison priscus. Era més petit i de banyes més petites que el bisó estepari. A diferència de qualsevol bisó precedent, les seves banyes apuntaven cap amunt, paral·lel al pla de la cara des del nas fins al front, en lloc de cap endavant a través d'aquest pla. Al voltant de fa 5.000 anys, fou reemplaçat pel bisó americà (B. bison), més petit i que encara existeix avui en dia. S'especula que el bisó gegant americà disminuí en nombre d'individus a causa de la competència amb altres menjadors d'herba de la megafauna de l'època.